# Dolichoderus lactarius
Dolichoderus lactarius é uma espécie de formiga do gênero Dolichoderus.